# Dương Kim Sơn
Dương Kim Sơn (tiếng Trung: 杨金山; sinh tháng 8 năm 1954) nguyên là một sĩ quan trong Quân Giải phóng Nhân dân Trung Quốc (PLA). Trước khi bị bắt vì các cáo buộc tham nhũng vào tháng 7 năm 2014, Dương Kim Sơn mang quân hàm Trung tướng, là Ủy viên Ban Chấp hành Trung ương Đảng Cộng sản Trung Quốc khóa XVIII, Phó Tư lệnh Quân khu Thành Đô, một trong 7 quân khu của Trung Quốc.
Dương Kim Sơn giữ chức Phó Tư lệnh Quân khu Thành Đô từ tháng 7 năm 2013 đến tháng 10 năm 2014 và Tư lệnh Quân khu Tây Tạng từ tháng 12 năm 2009 đến tháng 7 năm 2013. Ông được phong quân hàm Thiếu tướng tháng 12 năm 2005 và Trung tướng vào tháng 7 năm 2011. Dương Kim Sơn bị khai trừ khỏi Đảng Cộng sản Trung Quốc vào tháng 10 năm 2014.

## Tiểu sử
Dương Kim Sơn sinh tháng 8 năm 1954 tại huyện Tức, tỉnh Hà Nam. Tháng 11 năm 1969, Dương Kim Sơn nhập ngũ là chiến sĩ đại đội công binh, Sư đoàn 40, Quân đoàn 14. Tháng 5 năm 1972, ông gia nhập Đảng Cộng sản Trung Quốc.
Tháng 1 năm 1981 đến tháng 7 năm 1983, ông giữ chức Tiểu đoàn trưởng Tiểu đoàn 3, Trung đoàn 118, Sư đoàn 40, Quân đoàn 14.
Tháng 9 năm 1981 đến tháng 7 năm 1983, Dương Kim Sơn theo học lớp đào tạo khoa quân sự tại Trường Lục quân cao cấp Nam Kinh. Tháng 7 năm 1983, Dương Kim Sơn giữ chức Phó trưởng phòng phòng Tác chiến huấn luyện Quân đoàn 14; tháng 6 năm 1985, ông được bổ nhiệm làm Trưởng phòng phòng Tác chiến huấn luyện Quân đoàn 14.
Tháng 10 năm 1985, Quân đoàn 14 Quân Giải phóng Nhân dân Trung Quốc được đổi tên thành Tập đoàn quân 14 Lục quân Quân Giải phóng Nhân dân Trung Quốc, Dương Kim Sơn kế tục đảm nhiệm chức vụ Trưởng phòng phòng Tác chiến huấn luyện Tập đoàn quân 14.
Tháng 9 năm 1990, Dương Kim Sơn giữ chức Ủy viên thường vụ đảng ủy Sư đoàn, Tham mưu trưởng Sư đoàn 31, Tập đoàn quân 14. Tháng 4 năm 1994, ông giữ chức Ủy viên thường vụ đảng ủy Sư đoàn, Phó sư đoàn trưởng Sư đoàn 31, Tập đoàn quân 14.
Tháng 1 năm 1995, Dương Kim Sơn được bổ nhiệm làm Phó Bí thư Đảng ủy Sư đoàn, Sư đoàn trưởng Sư đoàn 31, Tập đoàn quân 14, Quân khu Thành Đô.
Tháng 8 năm 1995, Dương Kim Sơn được bổ nhiệm giữ chức Trưởng ban Tác chiến Bộ tư lệnh Quân khu Thành Đô. Tháng 1 năm 2001, nhậm chức Tham mưu trưởng Tập đoàn quân 14, Quân khu Thành Đô. Tháng 9 năm 2003 đến tháng 2 năm 2004, Dương Kim Sơn theo học khoa cơ bản chiến dịch tại Đại học Quốc phòng Trung Quốc.
Tháng 11 năm 2005, Dương Kim Sơn được thăng chức Phó Tham mưu trưởng Quân khu Thành Đô. Tháng 7 năm 2007, Dương Kim Sơn được bổ nhiệm làm Ủy viên Thường vụ Đảng ủy Quân khu, Trưởng ban Trang bị Quân khu Thành Đô. Tháng 2 năm 2009 đến tháng 7 năm 2009, Dương Kim Sơn theo học lớp nghiên cứu chiến lược khoa nghiên cứu quốc phòng tại Đại học Quốc phòng Trung Quốc.
Tháng 12 năm 2009, ông được điều động giữ chức Tư lệnh Quân khu Tây Tạng. Tháng 11 năm 2010, Dương Kim Sơn làm Ủy viên Thường vụ Khu ủy Khu tự trị Tây Tạng Đảng Cộng sản Trung Quốc kiêm Tư lệnh Quân khu Tây Tạng.
Ngày 14 tháng 11 năm 2012, tại Đại hội Đảng Cộng sản Trung Quốc lần thứ 18, Dương Kim Sơn được bầu làm Ủy viên Ban Chấp hành Trung ương Đảng Cộng sản Trung Quốc khóa XVIII. Tháng 7 năm 2013, Dương Kim Sơn được bổ nhiệm giữ chức Phó Tư lệnh Quân khu Thành Đô.
Tháng 7 năm 2014, Báo Bưu điện Hoa Nam buổi Sáng (Hong Kong) bản tiếng Anh số ra ngày 18 tháng 7 đưa tin Trung tướng Dương Kim Sơn, Phó Tư lệnh Quân khu Thành Đô đã bị bắt trong một vụ án chống tham nhũng. Tháng 10 năm 2014, Hội nghị toàn thể Trung ương 4 khoá 18 của Đảng Cộng sản Trung Quốc đã xem xét và thông qua một loạt báo cáo thẩm tra kỷ luật bao gồm cả báo cáo thẩm tra của Uỷ ban kiểm tra giám sát kỷ luật quân sự Trung ương về vấn đề vi phạm kỷ luật nghiêm trọng của tướng Dương Kim Sơn. Theo đó, Hội nghị đã xác nhận xử lý khai trừ khỏi Đảng của Bộ Chính trị Đảng Cộng sản Trung Quốc đối với Dương Kim Sơn.